# Gilberte Favre
Gilberte Favre, née le 2 octobre 1945 à Sion, est une écrivain et journaliste vaudoise d'origine valaisanne.

## Biographie
Gilberte Favre commence à écrire à l'âge de douze ans et à publier lorsqu'elle a quinze ans et demi. Après ses études dans une école supérieure de commerce, elle suit une formation de journaliste à Lausanne et devient critique littéraire. En 1967, elle accomplit, durant quatre mois, un voyage au Moyen-Orient, en 2CV, qui la marquera Par l'intensité de ses rencontres[Comment ?][réf. souhaitée].
En 1969, elle est engagée en tant que reporter à L'Illustré, poste qui l'amène à réaliser des interviews et reportages en Europe et au Moyen-Orient (guerre de Jordanie, Liban, Israël). Dès la naissance de son fils, elle devient journaliste libre et collabore à des quotidiens et périodiques, dont le Journal de Genève, Coopération (Bâle) et Écriture (Lausanne)Revue littéraire[réf. souhaitée].
Autrice d'une pièce de théâtre, de recueils de poèmes et de romans, elle écrit une biographie de Corinna Bille, Corinna Bille, le vrai conte de sa vie (1981) ainsi qu'un récit qui retrace les témoignages d'enfants libanais victimes de la guerre qu'elle est allée recueillir à Beyrouth, L'Hirondelle de vie, chronique des enfants du Liban (1988, préface d'Andrée Chedid). Elle a également écrit Comme un acte de mémoire, composé du récit de Céline, sourde-muette abandonnée par ses parents.
Épouse de l'écrivain et homme politique kurde Noureddine Zaza décédé en 1988, elle est mère d'un fils né en 1973.
En 2003, paraît aux éditions Z Survivre fragments de récits exprimant la souffrance et l'amour d'un père arraché à son fils à la suite d'un enlèvement.
En octobre 2011, paraît aux Éditions de l'Aire, le récit Des Étoiles sur mes chemins d'inspiration autobiographiqueLivre dédié à son fils et à la mémoire d'Andrée Chedid, de son père et de Maurice Chappaz, en hommage à Ghassan Tuéni.[réf. souhaitée].
Gilberte Favre fait don de ses archives aux Archives littéraires suisses à Berne. Celle-ci comprend notamment des lettres de Corinna Bille, Maurice Chappaz, Andrée Chedid et Claude Roy dont elle était proche. Elle a offert ses archives libanaises à la Bibliothèque de l'Université Saint-Joseph à Beyrouth. En 2011, 2012 et 2015, elle participe au Salon international du livre francophone à BeyrouthElle y dédicace ses livres et y donne des lectures dans les écoles de Beyrouth et du Metn.[réf. souhaitée].
Elle obtient le Prix de la Loterie Romande 2012 pour son récit Des étoiles sur mes chemins, décerné par l'Association valaisanne des écrivains[réf. nécessaire]. 
En mars 2015, les Éditions de L'Aire à Vevey, publient son roman, La Langue des Dieux, qu'elle dédie à Louis Selim Chedid (époux d'Andrée Chedid) et à Bertil Galland, écrivain et éditeur suisse.
En août 2016, elle publie un essai biographique Guggenheim saga, de la Suisse à l'Amérique, aux Éditions Z, à Lausanne. 
En septembre suit Dialogues inoubliés avec Maurice Chappaz, aux Éditions de L'Aire.
« Un itinéraire avec Rimbaud » suivi de « Lettre à Philippe Rahmy » (récits) a paru aux Éditions de L'Aire (Vevey) en février 2021. Son récit LIBAN J'ECRIS TON NOM, s'étendant de 1967 à 2015, a été publié aux Éditions de L'Aire (Vevey) fin mars 2023.

### Sources à lier
- Publications de et sur Gilberte Favre dans le catalogue Helveticat de la Bibliothèque nationale suisse
- Fonds Gilberte Favre dans la base de données Helveticarchives respectivement inventaire en ligne (EAD) aux Archives littéraires suisses

- Ressource relative à la littérature :   - Autrices et auteurs de Suisse
- Notices d'autorité :   - VIAF
  - ISNI
  - BnF (données)
  - IdRef
  - LCCN
  - GND
  - Pays-Bas
  - NUKAT
  - WorldCat
- « Gilberte Favre », sur la base de données des personnalités vaudoises sur la plateforme « Patrinum » de la Bibliothèque cantonale et universitaire de Lausanne.
- Anne-Lise Delacrétaz, Daniel Maggetti, Écrivaines et écrivains d'aujourd'hui, p. 109 sites et références mentionnés
- Gilberte Favre sur viceversalitterature.ch
- A D S - Autorinnen und Autoren der Schweiz - Autrices et Auteurs de Suisse - Autrici ed Autori della Svizzera